# Josep Baubí Lasierra
Josep Baubí Lasierra (Tortosa, Baix Ebre, 21 de gener de 1953), és un periodista tortosí, antic corresponsal de Catalunya Ràdio a les Terres de l'Ebre. Actualment, està jubilat.
Entre setembre de 1989 i el mes de maig de 2013 va ser corresponsal a l'Ebre de Catalunya Radio.
Després de la renovació de Ràdio Tortosa, entre l octubre del 2010 i juny del 2011, Baubí també va ser un dels col·laboradors de l'emissora municipal conduint la tertúlia sobre actualitat Montcada 27, al costat dels periodistes Josep Bayerri, Jordi Duran i Gustau Moreno, entre d'altres professionals del periodisme ebrenc.